# Clitellariinae
Sous-famille
Les Clitellariinae sont une sous-famille de diptères brachycères de la famille des Stratiomyidae.

## Genres
Abasanistus - 
Abavus - 
Acropeltates - 
Adoxomyia - 
Alopecuroceras - 
Amphilecta - 
Ampsalis - 
Anoamyia - 
Auloceromyia - 
Caenocephaloides - 
Campeprosopa - 
Chordonota - 
Clitellaria - 
Cyphomyia - 
Diaphorostylus - 
Dicyphoma - 
Dieuryneura - 
Ditylometopa - 
Dysbiota - 
Elissoma - 
Eudmeta - 
Euryneura - 
Geranopus - 
Grypomyia - 
Haplephippium - 
Homalarthria - 
Labocerina - 
Lagenosoma - 
Leucoptilum - 
Meringostylus - 
Mixoclitellaria - 
Nigritomyia - 
Octarthria - 
Platopsomyia - 
Progrypomyia - 
Pycnomalla - 
Pycnothorax - 
Ruba - 
Syndipnomyia